# Wolf 359

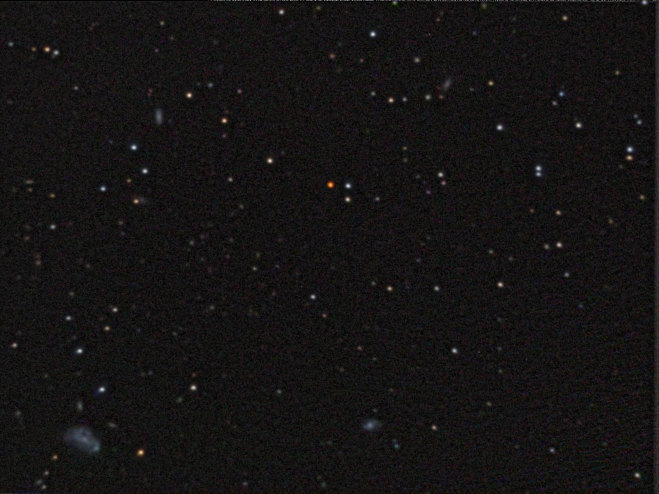
Wolf 359 là ngôi sao màu cam nằm ngay phía trên trung tâm của bức ảnh thiên văn năm 2009 này.

Wolf 359 là một ngôi sao lùn đỏ nằm trong chòm sao Sư Tử, nằm gần Hoàng đạo. Ở khoảng cách khoảng 7,9 năm ánh sáng từ Trái Đất, nó có cấp sao biểu kiến 13,54 và chỉ có thể nhìn thấy bằng kính thiên văn lớn. Wolf 359 là một trong những ngôi sao gần Mặt Trời nhất; chỉ có hệ thống Alpha Centauri (bao gồm Proxima Centauri), Sao Barnard và các sao lùn nâu Luhman 16 và WISE 0855−0714 được biết đến có cự ly gần hơn. Sự gần gũi của nó với Trái Đất đã dẫn đến đề cập đến nó trong một số tác phẩm hư cấu.
Wolf 359 là một trong những ngôi sao có khối lượng nhỏ nhất và thấp nhất được biết đến. Ở lớp phát sáng được gọi là quang quyển, nó có nhiệt độ khoảng 2.800 K, đủ thấp cho các hợp chất hóa học hình thành và tồn tại. Các đường hấp thụ của các hợp chất như nước và titan (II) oxit đã được quan sát thấy trong quang phổ. Bề mặt có từ trường mạnh hơn từ trường trung bình trên Mặt Trời. Là kết quả của hoạt động từ tính gây ra bởi sự đối lưu, Wolf 359 là một ngôi sao bùng phát có thể trải qua sự tăng độ sáng bất ngờ trong vài phút. Những tia sáng này phát ra các vụ nổ tia X và tia gamma mạnh đã được quan sát bằng kính thiên văn vũ trụ. Wolf 359 là một ngôi sao tương đối trẻ với độ tuổi dưới một tỷ năm. Không có đồng hành hoặc đĩa rác nào được phát hiện trong quỹ đạo xung quanh nó.

## Lịch sử quan sát và tên
Wolf 359 lần đầu tiên thu hút sự chú ý của các nhà thiên văn chú ý vì tỷ lệ chuyển động ngang tương đối cao so với nền, được gọi là chuyển động thích hợp. Tốc độ chuyển động thích hợp cao có thể chỉ ra rằng một ngôi sao nằm gần đó, vì các ngôi sao xa hơn phải di chuyển với vận tốc cao hơn để đạt được cùng tốc độ di chuyển góc trên thiên cầu. Chuyển động thích hợp của Wolf 359 lần đầu tiên được đo vào năm 1917 bởi nhà thiên văn người Đức Max Wolf, với sự trợ giúp của astrophotography. Năm 1919, ông xuất bản một danh mục của hơn một nghìn ngôi sao với những chuyển động thích hợp cao, bao gồm cả chuyển động này, vẫn được xác định bằng tên của ông. Ông đã liệt kê ngôi sao này là số entry 359, và ngôi sao này được gọi là Wolf 359 trong danh mục của Max Wolf.
Phép đo thị sai đầu tiên của Wolf 359 được báo cáo vào năm 1928 từ Đài quan sát Thiên văn núi Wilson, cho ra một sự dịch chuyển hàng năm ở vị trí của ngôi sao là 0,407 ± 0,999 giây. Từ thay đổi vị trí này, và kích thước đã biết của quỹ đạo của Trái Đất, khoảng cách tới ngôi sao có thể được ước tính. Nó là ngôi sao nhỏ nhất và mờ nhất được biết đến cho đến khi phát hiện VB 10 vào năm 1944. Độ lớn hồng ngoại của ngôi sao được đo vào năm 1957. Năm 1969, một sự bùng nổ ngắn về độ sáng của Wolf 359 đã được quan sát, liên kết nó với lớp sao biến được gọi là các ngôi sao bùng phát.

## Thuộc tính
Wolf 359 có phân loại sao M6.5, mặc dù các nguồn khác nhau liệt kê một lớp phổ của M5.5, hoặc M8. Một ngôi sao loại M được gọi là sao lùn đỏ: nó được gọi là màu đỏ bởi vì phát xạ năng lượng của ngôi sao đạt đến đỉnh trong các phần đỏ và hồng ngoại của quang phổ. Wolf 359 có độ sáng rất thấp, phát ra khoảng 0,1% năng lượng của mặt trời. Nếu nó được di chuyển đến vị trí của Mặt trời, nó sẽ xuất hiện mười lần sáng như Trăng tròn.
Theo ước tính khoảng 9% khối lượng của Mặt Trời, Wolf 359 nằm ngay trên giới hạn thấp nhất mà tại đó một ngôi sao có thể thực hiện phản ứng tổng hợp hydro thông qua phản ứng chuỗi proton-proton: 8% khối lượng Mặt Trời. (Các vật thể bên dưới giới hạn này được gọi là sao lùn nâu.) Bán kính của Wolf 359 là khoảng 16% bán kính của Mặt trời, hay khoảng 110.000 km. Để so sánh, bán kính xích đạo của hành tinh Mộc tinh là 71.492 km, lớn hơn 65% so với Wolf 359.
Toàn bộ ngôi sao đang trải qua sự đối lưu, nhờ đó năng lượng sinh ra ở lõi được vận chuyển về phía bề mặt bằng chuyển động đối lưu của plasma, thay vì truyền qua bức xạ. Sự lưu thông này phân phối lại bất kỳ sự tích lũy heli nào được sinh ra thông qua quá trình nhân lên sao ở lõi trong suốt ngôi sao. Quá trình này sẽ cho phép ngôi sao duy trì trên trình tự chính như một ngôi sao nung chảy hydro tương ứng dài hơn một ngôi sao như Mặt trời, nơi helium tích tụ đều đặn ở lõi. Kết hợp với tỷ lệ tiêu thụ hydro thấp hơn do khối lượng thấp, sự đối lưu sẽ cho phép Wolf 359 giữ nguyên ngôi sao chuỗi chính trong khoảng 8 nghìn tỷ năm.